# Jeanine Baude
Jeanine Baude (Eyguières, 18 de octubre de 1946-27 de diciembre de 2021) fue una escritora, dramaturga, poetisa y crítico literario francesa.

## Biografía
Nacida en las proximidades de los Alpilles, se trasladó a París, donde residió de modo habitaul. Le gustaba decir "escribo con el cuerpo, camino con la mente" o "cometo delitos de escritura". Escritora, crítica, poeta, profundizó su búsqueda por escribir en un crisol de valores y profundas luchas sociales, un activismo real y auténtico, unido a una escritura cincelada, precisa y amplia.
Publicó más de una treintena de libros, ensayos, cuentos y poemarios.
Falleció el 27 de diciembre de 2021 a los 75 años, tras una dura batalla contra el cáncer.

## Premios
- 1993, Premio Antonin Artaud por C'était un paysage.[3]
- 2015, Premio al libro insular de Ouessant por Ushant, esta isla que ella había adoptado y que también la había adoptado a ella.[1]

## Obras
- Soudain, La Rumeur Libre éditions, 2015
- Aveux simples, Voix d'Encre, 2015
- Emma Goldman: "Non à la soumission", Actes-Sud junior, 2011
- Juste une pierre noire, coeditado entre Éditions Bruno Doucet y Éditions du Noroît, 2010
- Le Goût de Buenos Aires, Mercure de France, 2009
- New York is New York, Tertium Éditions, 2006
- Rêver son rêve, con gravados de Claire Chauveau, Atelier Tugdual, 2005
- Le Chant de Manhattanv, Seghers, 2005
- Colette à Saint-Tropez, Images en Manœuvre éditions, 2004
- L’Adresse à la voix, Rougerie, 2003
- Venise, Venezia, Venessia, Éditions du Laquet, 2002
- Ile Corps Océan, coeditado por L’Arbre à Paroles y Écrits des Forges, 2001.
- Le Bol du matin, Éd. Tipaza, 2001
- Labiales, junto a Jean-Paul Chague y Michel Carlin, A. Benoit, 2000
- Un bleu d'équinoxe, en colaboración con Michel Carlin, A. Benoit, 2000
- Incarnat désir, Rougerie, 1998
- Océan, Rougerie, 1995
- Concerto pour une roche, Rougerie, 1995
- Correspondance René Char - Jean Ballard 1935-1970, Rougerie, 1993
- C'était un paysage, Rougerie, 1992, Premio Artaud 1993
- Parabole de l'Éolienne, Rougerie, 1990
- Ouessanes, Sud, 1989
- Éclats de sel, coeditado por La Coïncidence y Le Pont de l'Épée, 1980
- Les feux de l'été, coeditado por La Coïncidence y Chambelland, 1977
- Sur le chemin du doute, Millas-martin, 1972

### Anthologías
- Œuvres poétiques, tome I, La Rumeur Libre éditions, 2015